# Список прапорів Малайзії

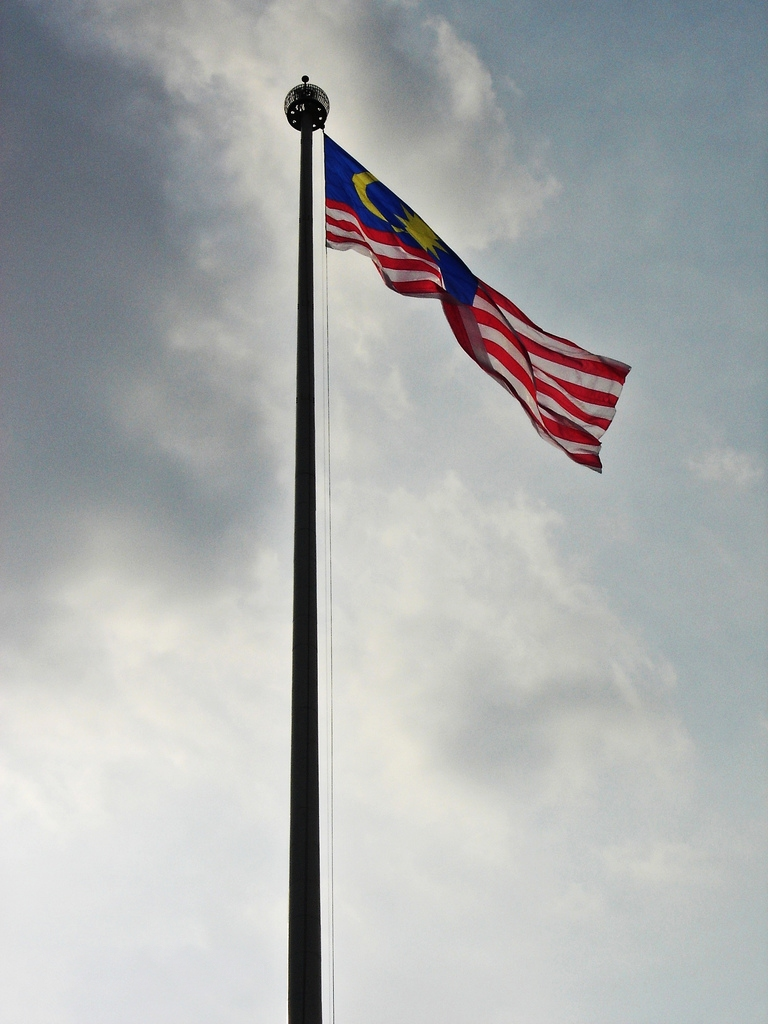
Прапор Малайзії на Площі Мердека

Це список прапорів, які використовувались в Малайзії.

## Національні прапори
| Прапор | Дата (століття) | Використання                       | Опис |
| ------ | --------------- | ---------------------------------- | --- |
|        | 1963 рік і далі | Прапор Малайзії (Jalur Gemilang)   | Чотирнадцять горизонтальних смуг, що чергуються червоним і білим; в кантоні — жовтий півмісяць і 14-ти променева зірка на синьому полі.                |
|        | 1963 рік і далі | Прапор Малайзії (У вигляді банеру) | Чотирнадцять вертикальних смуг, що чергуються червоно-білими; у кантоні — жовтий півмісяць і 14-ти променева зірка, спрямовані вгору, на синьому полі. |
|        |                 | Торговий прапор Малайзії           | Червоне поле з прапором Малайзії в кантоні з синіми фімбріями.                                                                                         |
|        |                 | Урядовий прапор Малайзії           | Синє поле з прапором Малайзії в кантоні. Приклад: використовується морською поліцією Королівської поліції Малайзії.                                    |

## Монархічні
| Прапор | Дата (століття)        | Використання                                  | Опис |
| ------ | ---------------------- | --------------------------------------------- | --- |
|        | 1957 - теперішній час  | Штандарт Янг ді-Пертуан Агонга                | Герб Малайзії, обвитий двома снопами рису на жовтому полі. |
|        | 1957 - теперішній час  | Штандарт Раджа Пермайсурі Агонг               | Герб Малайзії, оповитий двома снопами рису на світло-зеленому полі. |
|        |                        | Штандарт Віце Короля або Регента              | Герб Малайзії на двох рівних горизонтальних смугах жовтого та синього кольорів. |
|        |                        | Штандарт Султана Джохора                      | Біле поле з синім півмісяцем і дев'ятикутною зіркою. |
|        |                        | Штандарт пермайсурі Джохора                   | Синє поле з білими діагональними краями, покрите білим півмісяцем і семикутною зіркою. |
|        |                        | Штандарт Султана Кедаху                       | Герб Кедаха, оповитий двома снопами рису на жовтому полі.. |
|        |                        | Штандарт Султана Келантану                    | Герб султана Келантану на двох рівних горизонтальних смугах білого та червоного кольорів. |
|        | До Султана Мухаммада V | Штандарт Султана Келатану (Попередній)        | Білий прапор із королівським гербом у блакитному кольорі (блакитна зірка та півмісяць, що вказує вгору, увінчаний віночком, подібним до герба, оточений блакитним вінком) у центрі; старіший, складніший варіант прапора має жовту зірку та півмісяць, жовту корону та блакитний вінок; |
|        |                        | Штандар Ян ді-Пертуан Бесар з Негері Сембілан | Крис у центрі чорного кола, оточеного червоним ромбом і жовтим фоном. |
|        |                        | Штандарт Султана Паханга                      | Герб штату Паханг, увінчаний двома снопами рису на білому полі. |
|        |                        | Штандарт Султана Перака                       | Герб султана Перака, оповитий двома снопами рису на білому полі. Співвідношення прапорів 2:3 використовується офіційною резиденцією з присутністю султана, а співвідношення прапора 1:2 використовується офіційними резиденціями, де проживатиме султан.                                |
|        | До теперішнього часу   | Штандарт Султана Перака, 1985 рік.            | Герб султана Перака на білому полі з прапором Перака в кантоні. |
|        |                        | Штандарт Раджи Перліса                        | Герб Перліса на жовтому полі. |
|        |                        | Штандарт раджі Пермайсурі Перліс              | Жовте поле з жовтим гербом Перліса в синьому кантоні. |
|        |                        | Штандарт Султана Селангора                    | Червоне поле з гербом султана Селангора з жовтим півмісяцем і п'ятикутними зірками в червоному кантоні. |
|        |                        | Штандарт королеви Селангор Тенгку             | Жовтий півмісяць і п'ятикутна зірка на жовтому прапорі з червоною підйомною смугою. |
|        |                        | Штандарт Султана Тренгану                     | Герб султана Теренгану, оповитий двома снопами рису на білому полі, оточений коричневою рамкою. |
|        |                        | Штандарт Султани Тренгану                     | Герб султани Теренгану, оповитий двома снопами рису на жовтому полі. |

## Військові
| Прапор | Дата(століття)                                  | Використання                                                                                             | Опис |
| ------ | ----------------------------------------------- | --- | --- |
|        |                                                 | Штандарт Головнокомандувача збройними силами Малайзії                                                    | Три рівні горизонтальні смуги небесно-блакитного, червоного та синього кольорів, оточених п'ятьма золотими п'ятикутними зірками. |
|        |                                                 | Штандарт Начальника оборонних сил Малайзії                                                               | Три рівні горизонтальні смуги небесно-блакитного, червоного та синього кольорів із чотирма золотими п'ятикутними зірками.        |
|        |                                                 | Прапор Збройних сил Малайзії                                                                             | Три однакові горизонтальні смуги небесно-блакитного, червоного та синього кольорів із зображенням збройних сил Малайзії.         |
|        |                                                 | Прапор Малайзійської армії                                                                               | Червоне поле з гербом малайзійської армії, з прапором Малайзії з чорним волокном у кантоні.                                      |
|        | Прапор Королівських ВПС Малайзії                | Небесно-блакитне поле з Зіркою Федерації з прапором Малайзії в кантоні.                                  | |
|        | Штандарт командувача Королівськими ВПС Малайзії | Небесно-блакитне поле з гербом військово-повітряних сил і чотирма зірками з прапором Малайзії в кантоні. | |
|        | 1968 рік і далі                                 | Прапор Королівських ВМС Малайзії                                                                         | Біле поле з синім перехрещеним крисом і якорем, із прапором Малайзії в кантоні.                                                  |
|        |                                                 | Штандарт головнокомандувача ВМС Малайзії                                                                 | Біле поле з синім перехрещеним крисом і якорем у центрі з чотирма синіми зірками по краях.                                       |
|        | 1963 – 1968                                     | Прапор Королівських ВМС Малайзії                                                                         | Георгіївський хрест на білому полі з прапором Малайзії в кантоні.                                                                |
|        | 1957 – 1963                                     | Військово-морський прапор Королівського флоту Малайії                                                    | Георгіївський хрест на білому полі з малайським прапором у кантоні.                                                              |
|        | 1963 рік і далі                                 | Вимпел ВМС Малайзії                                                                                      | |

## Прапори правоохоронних органів
| Прапор | Дата (століття) | Використання                                                                  | Опис                                                    |
| ------ | --------------- | ----------------------------------------------------------------------------- | ------------------------------------------------------- |
|        | 1948 – дотепер  | Прапор Королівської поліції Малайзії                                          | Темно-синє поле з гербом королівської поліції Малайзії. |
|        | 2005 – дотепер  | Синє поле з гербом берегової охорони Малайзії та прапором Малайзії в кантоні. |                                                         |

## Адміністративні одиниці

### Штати
| Прапор | Дата (століття)          | Використання                  | Опис |
| ------ | ------------------------ | ----------------------------- | --- |
|        | 1870                     | Прапор штату Перліс.          | Дві рівні горизонтальні смуги жовтого та синього кольорів.                                                     |
|        | 1912                     | Прапор штату Кедах.           | Червоне поле з державним гербом в кантоні.                                                                     |
|        | 1965                     | Прапор штату Пінанг.          | Синьо-біло-жовтий вертикальний триколір з деревом Арека Катеху.                                                |
|        | 1869                     | Прапор штату Перак.           | Біло-жовто-чорний горизонтальний триколір.                                                                     |
|        | 1923                     | Прапор штату Келантан.        | Червоне поле з білим півмісяцем і зіркою та двома білими крісами та списами.                                   |
|        | 1953                     | Прапор штату Тренгану.        | Чорне поле з білим півмісяцем і п'ятикутною зіркою з білим краєм.                                              |
|        | 1903                     | Прапор штату Паханг.          | Дві рівні горизонтальні смуги білого і чорного кольорів.                                                       |
|        | 1965                     | Прапор штату Селангор.        | Червоно-жовте четвертування, з білим півмісяцем і п'ятикутними зірками в кантоні.                              |
|        | 1895                     | Прапор штату Негері-Сембілан. | Жовте поле з двома діагональними смугами червоного та чорного в кантоні.                                       |
|        | 1950 (Британська корона) | Прапор штату Малакка.         | Дві однакові червоно-білі смуги з півмісяцем і п'ятикутною зіркою в синьому кантоні.                           |
|        | 1871                     | Прапор штату Джохор.          | Синє поле з розташованими півмісяцем і п'ятикутними зірками в червоному кантоні.                               |
|        | 1988                     | Прапор штату Саравак.         | Жовте поле з двома діагональними смугами червоного (верхня) і чорного кольору, покритого дев'ятикутною зіркою. |
|        | 1988                     | Прапор штату Сабах.           | Синій (угорі), біло-червоний триколір із силуетом Кінабалу на світло-блакитному кантоні.                       |

### Федеральні території
Загальний прапор для трьох федеральних територій було прийнято Міністерством федеральних територій 20 серпня 2006 року. Прапор має використовуватися та вивішуватися на церемоніях, які залучають усіх федеральні території в цілому. Прикладом є національні спортивні події; єдиний контингент територій буде під цим спільним прапором. Проте використанню прапорів окремих територій буде надано перевагу в заходах, що стосуються окремих територій.
| Прапор | Дата (рік)      | Використання                 | Опис |
| ------ | --------------- | ---------------------------- | --- |
|        | 2006 рік і далі | Прапор Федеральних територій | Три однакові горизонтальні смуги жовтого (верхня), синього та червоного кольорів, у центрі синьої смуги розміщено герб Малайзії. |
|        | 1965 рік і далі | Прапор Куала-Лумпур          | Синій з шістьма рівними горизонтальними смугами червоного кольору (верхня), а також білого у верхній і нижній частині, ліворуч у синій смузі жовтий півмісяць і жовті чотирнадцятикутні зірки. До 2006 року цей прапор використовувався для представлення всіх федеральних територій. |
|        | 1984 рік і далі | Прапор Території Лабуан      | як коронна колонія Лабуан. Три рівні горизонтальні смуги червоного (верхня), білого та синього кольору, жовтий півмісяць і жовті чотирнадцятикутні зірки в білій смузі. |
|        | 2001 рік і далі | Прапор Території Путраджая   | Три однакові вертикальні смуги синього (верхня, подвійна ширина) і жовтого кольору, жовта смуга містить герб Малайзії |

### Міста, райони, провінції і муніципалітети
Нижче наведено галерею прапорів кількох столиць Малайзії.

Куала-Лумпур
Іпох (Перак)
Серембан (Негері-Сембілан)
Джорджтаун (Пінанг)
Джохор-Бару (Джохор)
Кота-Бару (Келантан)
Куала-Тренґану (Тренгану)
Кота-Кінабалу (Сабах)

### Порядок пріоритету
Відповідно до урядового протоколу, якщо церемонія містить Національний прапор Малайзії і всі прапори штатів Малайзії
- Національний прапор має перевагу перед прапорами штатів;
- Прапори штатів впорядковуються до дня вступу на престол чинного правителя штату;
- Прапор Федеральної території стоїть останнім

| Штат            | Нинішній правитель            | Зайняв посаду     |
| --------------- | ----------------------------- | ----------------- |
| Тренгану        | Sultan Mizan Zainal Abidin    | 15 травня 1998    |
| Перліс          | Tuanku Syed Sirajuddin        | 17 квітня 2000    |
| Селангор        | Sultan Sharafuddin Idris Shah | 22 листопада 2001 |
| Негері-Сембілан | Tuanku Muhriz                 | 29 грудня 2008    |
| Джохор          | Sultan Ibrahim Ismail         | 23 січня 2010     |
| Келантан        | Sultan Muhammad V             | 13 вересня 2010   |
| Перак           | Sultan Nazrin Shah            | 29 травня 2014    |
| Кедах           | Sultan Sallehuddin            | 12 вересня 2017   |
| Паханг          | Al-Sultan Abdullah            | 31 січня 2019     |
| Сабах           | TYT Juhar Mahiruddin          | 1 січня 2011      |
| Саравак         | TYT Abdul Taib Mahmud         | 1 березня 2014    |
| Мелакка         | TYT Mohd Ali Rustam           | 4 червня 2020     |
| Пінанг          | TYT Ahmad Fuzi Abdul Razak    | 1 травня 2021     |

## Історичні

### Прапори султанатів
| Прапор | Дата (століття)                                  | Використання | Опис |
| ------ | ------------------------------------------------ | --- | --- |
|        | 15-те століття – 1888                            | Прапор Брунейської імперії, колись керувала більшою частиною острова Борнео до Селудонга (сучасна Маніла) і Банджармасін на Калімантані | Жовтий прапор представлявСультана Брунею. |
|        | 16-те – 18-те століття                           | Прапор Султанату Сулу, колись панував у східній частині Сабаху після передачі території султанатом Брунею після того, як вони надіслали допомогу для врегулювання громадянської війни в Брунеї, хоча це і спростовувалось, але підтверджувалося низкою старих джерел. | Центральна емблема представляла ідентичність султанів Сулу. |
|        | 16-те – 18-те століття                           | Прапор Султанату Сулу, колись панував у східній частині Сабаху після передачі території султанатом Брунею після того, як вони надіслали допомогу для врегулювання громадянської війни в Брунеї, хоча це і спростовувалось, але підтверджувалося низкою старих джерел. | Центральна емблема представляла ідентичність султанів Сулу. |
|        | 17-те століття                                   | Прапор Султанату Матарам, колись керували південною частиною Сараваку | |
|        | 17-те століття                                   | Прапор Султанату Ачех, колись керували північною частиною острова Суматра та окремими частинами Малайського півострова. | Представляв ідентичність ачинського народу. |
|        | 18-те століття – 1821                            | Прапор Султанату Кедах | Червоний прапор представляв султанат Кедах. |
|        | 1821 – 1912                                      | Прапор Султанату Кедах | Червоний прапор із зображенням тигра, що стрибає, символізував султанат Кедах. |
|        | 1731–1881                                        | Прапор Султанатe Булунган, в районі міста Тавау в Сабаху був під впливом цього султанату | Представляв ідентичність Булунган. |
|        | 1853–1887                                        | Прапор Королівства Паханг під час правління Бендахарської династії | Чорний прапор представляв колір Бендахара. |
|        | 1887–1903                                        | Прапор султанату Паханг при династії Бендахара | Чорний прапор представляв колір Бендахара, з невеликою вертикальною білою смугою з лівого боку, яка представляла правлячого султана. |
|        | 1699 18-те століття – 1912 18-те століття – 1879 | Прапор Султанату Джохор Прапор Султанату Келантан Прапор Султанату Перак | Білий прапор кількох малайських султанатів. |
|        | 1699–1865                                        | Прапор султанату Джохор з 1855 по 1865 рік | Чорний прапор із маленьким білим прямокутником у верхній лівій частині. |
|        | 1865–1871                                        | Прапор султанату Джохор з 1865 по 1871 рік | Чорний прапор із червоним кантоном, зарядженим білим сальтиром (Андріївським хрестом). |
|        | 1859–1965                                        | Прапор Султанату Селангор | Дуже схожий на нинішній прапор, за винятком жовтого півмісяця та зірки. |
|        | 1912–1923                                        | Прапор султанату Келантан з 1912 по 1923 рік | Містить білий прапор із синьою облямівкою, що огортає верхню частину прапора, махову та підйомну частину прапора, а також тексти джаві, стилізовані під котячих. Кінчик хвоста тлумачиться як «Kerajaan Kelantan» (позначає уряд Келантана), тоді як основна частина священного писання про тварин містить два уривки з Корану, уривок 13-го аята 61-ї сури, Аль-Саф. |
|        | 1912–1933                                        | Прапор султанату Теренгану з 1912 по 1933 роки | Чорно-білий прапор. |
|        | 1933–1947                                        | Прапор султанату Теренгану з 1933 по 1947 рік | Подібно до першого прапора, але додано півмісяць і зірку. |

### Колоніальні та національні прапори
| Прапор | Дата (століття)               | Використання | Опис |
| ------ | ----------------------------- | --- | --- |
|        | 4 і 5 ст                      | Прапор Династії Паллавів | Королівськими знаками Паллави були (лев) і (бик), які були змінними. Нарасімаварман використовував лева як свою емблему, а Нандіварман віддав перевагу Нанді. За правління Парамешваравармана до емблеми Паллави було додано Хатванга (булава з черепом).                     |
|        | 1025-1070                     | Прапор Династії Чола | Тигровий прапор Чоли, як згадується в Перія Пуранам. |
|        | 1351-1499                     | Прапор Імперії Маджапагіт | Дев'ять горизонтальних смуг, що чергуються червоним і білим. |
|        | 1511–1521                     | Прапор португальської Малакки, колонії в складі Португальської імперії | Білий прямокутник із гербом у центрі, що містить п’ять гербів на білому полі та сім замків на щиті у формі огівалу або нагрівача, увінчаний королівською короною. |
|        | 1521–1578                     | Прапор португальської Малакки, колонії в складі Португальської імперії | Білий прямокутник із гербом у центрі, що містить п’ять гербів на білому полі та сім замків на щиті у формі огівалу або праскоподібного щита, увінчаний королівською короною.                                                                                                  |
|        | 1573-1636                     | Прапор султанату Ачех як протекторат в Османській імперії | Червоне поле із зеленим диском у центрі та 3 золотими півмісяцями всередині диска. |
|        | 1578–1640                     | Прапор португальської Малакки, колонії в складі Португальської імперії | Білий прямокутник із гербом у центрі, що містить п’ять гербів на білому полі та сім замків на щиті у формі огівалу або праскоподібного щита, увінчаний королівською короною.                                                                                                  |
|        | 1580–1640                     | Прапор португальської Малакки, колонії в Іберійській унії | Червоний сальтир, схожий на дві схрещені, грубо обрізані (з вузлами) гілки, на білому полі. |
|        | 1580–1640                     | Гербовий прапор португальської Малакки, колонії в Іберійському союзі | Геральдика Габсбургів (з гербом Португалії). |
|        | 1580–1640                     | Королівський прапор португальської Малакки, колонії в Іберійському союзі | Червоне поле з королівським гербом у центрі. |
|        | 1616–1640                     | Ймовірний прапор португальської Малакки, колонії в складі Португальської імперії | Білий прямокутник із гербом у центрі, що містить п’ять гербів на білому полі та сім замків на щиті у формі огівалу або праскоподібного щита, увінчаний королівською короною.                                                                                                  |
|        | 1640–1641                     | Прапор португальської Малакки, колонії в складі Португальської імперії | Білий прямокутник із гербом у центрі, що містить п’ять гербів на білому полі та сім замків на щиті у формі огівалу або праскоподібного щита, увінчаний королівською короною.                                                                                                  |
|        | 1641–1795                     | Прапор Голландської Ост-Індійської компанії в Нідерландській Малаккі | Три однакові горизонтальні смуги помаранчевого (верхня), білого та блакитного (нижня) з маленьким логотипом VOC у центрі. |
|        | 1641–1663                     | Прапор Голландської Ост-Індійської компанії в Нідерландській Малаккі | Три однакові горизонтальні смуги червоного (верх), білого та синього (низу) з невеликим логотипом VOC у центрі. |
|        | 1641–1795                     | Прапор принца в Голландській республіці | Горизонтальні смуги оранжевого, білого та синього кольорів. |
|        | 1652–1663                     | Державний прапор Нідерландської Республіки | Три однакові горизонтальні смуги червоного (верх), білого та синього (низу). |
|        | 1680–1782                     | Прапор Сіаму. Відновлені Нефедеративні малайські штати під сіамським суверенітетом. | Просте червоне поле. |
|        | 1777–1862                     | Прапор простого жовтого банера восьми знамен | Жовтий прапор із китайським драконом, який використовувався під час республіки Ланьфан як держави підпорядкованої Китаю. |
|        | 1777–1884                     | Прапор Республіки Ланьфан на Борнео | Жовтий банер із китайськими ієрогліфами, що перекладається як «Велика система Ланьфан» |
|        | 1782–1817                     | Прапор Сіаму. Відновлені нефедеративні малайські держави під сіамським суверенітетом. | Червоне поле з білою чакрою. |
|        | 1795–1801                     | Прапор Королівства Великої Британії. Використовувався британськими військами під час періодичної британської окупації в період Наполеонівських воєн | Накладені прапори Англії та Шотландії. |
|        | 1795–1806                     | Прапор Батавської республіки | Горизонтальна трисмуга червоного, білого та синього кольорів із гербом Республіки в кантоні. |
|        | 1801–1818, 1858–1874          | Прапор Сполученого Королівства Великої Британії та Ірландії | Накладення прапорів Англії та Шотландії на сальтир Святого Патрика. |
|        | 1806–1811                     | Прапор Голландської Малакки під час Першої Французької імперії | Вертикальний триколор синього, білого та червоного кольорів. |
|        | 1806–1811                     | Імперський прапор Першої Французької імперії | Біле знамено з червоно-синіми рамками та орлом у центрі, символом Наполеона Бонапарта. |
|        | 1817–1832                     | Прапор Сіаму. Великий Сіам | Червоне поле з білим слоном всередині чакри. |
|        | 1818–1825                     | Прапор Об'єднанного королівства Нідерландів. Після окупації та відновлення правління Нідерландів у Малаккі Голландська Ост-Індійська компанія збанкрутувала, а всі активи були передані Батавській республіці, яка, у свою чергу, перетворилася на Об'єднане Королівство Нідерландів наприкінці Наполеонівських війн. Результатом цього стало використання простого голландського прапора в голландській Малаккі | Горизонтальний триколор червоного (Цинобровий колір), білого та синього (Синій кобальт). |
|        | 1826–1858                     | Прапор Британської Ост-Індської компанії. Із заснуванням Стрейтс-Сетлментс Ост-Індська компанія правила Малайєю, доки вона не була визначена Коронною колонією в 1867 році. Її елементи дизайну Юніон Джек у кантоні та червоний і білі смуги нібито є посиланням на нинішній прапор Малайзії | Численні білі та червоні смуги з прапором Сполученого Королівства в кантоні. |
|        | 1832–1916                     | Прапор Сіаму. Відновлені нефедеративні малайські держави під сіамським суверенітетом. | Червоний прапор із білим слоном. |
|        | 1858–1867                     | Прапор Бенгальського Президентства | Блакитний прапор із прапором Союзу на кантоні та емблемою президента Бенгалії. |
|        | 1862–1884                     | Прапор Династії Цін | Трикутний жовтий прапор із китайським драконом, який використовувався під час республіки Ланьфан як держави підпорядкованої Китаю. |
|        | 1862–1884                     | Імперський штандарт імператора Цин | Трикутний жовтий прапор із китайським драконом, який використовувався під час республіки Ланьфан як держави підпорядкованої Китаю. |
|        | 1874–1925                     | Прапор Стрейтс-Сетлментс | Синій прапор, з білим диском із червоним діамантом, у якому білий перевернутий палл з трьома коронами, по одній на кожному плечі. |
|        | 1878–1880                     | Прапор Австро-Угорського Північного Борнео | Горизонтальний триколор червоного, білого і третього, розділеного між червоним і зеленим. |
|        | 1880–1933                     | Прапор Британського Раджі та Сараваку | Червоний прапор із Юніон Джеком у кантоні, з емблемою Зірки Індії. |
|        | 1925–1942 1945–1946           | Прапор Стрейтс-Сетлментшн | Синій прапор, з червоним діамантом, у якому зображено білу перевернуту паллу з трьома коронами, по одній на кожній руці. |
|        | 1946–1949                     | Прапор коронної колонії Пенанг | Синій прапор обтяжений малим гербом Пенанга до 1985 року. |
|        | 1946–1957                     | Прапор коронної колонії Малакка | Синій прапор обтяжений мотивом Фортеці Фамоза. |
|        | 1946–1952                     | Прапор Колонії Сінгапуру | Синій прапор обтяжений білим диском із короною всередині червоного перевернутого паллу. |
|        | 1952–1959                     | Прапор Сінгапуру | Синій прапор, обтяжений білим диском із короною в червоному перевернутому паллі. |
|        | 1896–1946 1946–1948 1948–1950 | Прапор Федеративних Малайських Штатів Прапор Малайського Союзу Прапор Малайської Федерації | Чотири рівні горизонтальні смуги білого (верхня), червоного, жовтого та чорного кольорів, накладених у центрі на маленький білий еліпс із зображенням тигра, що біжить. |
|        | 1895–1946                     | Військово-морський прапор Федеративних Малайських Штатів | Розрізані по діагоналі білий, червоний, чорний і жовтий. Також використовується як прапор для лінкора HMS Malaya (01). |
|        | 1942–1945                     | Прапор Японської імперії. Використовувався, коли Малая, Північне Борнео, Саравак і Лабуан були під владою японських військових, а також використовувався в Сінгапурі та Брунеї. | Червоний диск по центру на білому полі. |
|        | 1942–1945                     | Військовий прапор в Імперській армії Японії | Центрований червоний диск із 16 променями на білому полі. |
|        | 1942-1945                     | Імперський штандарт Імператора Японії | Хризантема з 16 пелюстками, пофарбована в золотий колір, по центру на червоному тлі. |
|        | 1943–1945                     | Прапор Таїланду. Використовувався, коли Кедах, Келантан, Перліс і Теренгану були під контролем Таїланду. | Горизонтальна синя смуга між білими смугами, між червоними смугами. |
|        | 1943-1945                     | Королівський штандарт Таїланду Короля Таїланду. Використовувався, коли Нефедеративні Малайські Штати та Федеративні Малайські Штати (як Японія) були під контролем Таїланду. | Жовтий простий квадратний прапор із танцюючим червоним Гарудою у центрі. Зазвичай встановлюється перед автомобілем, на який сів король. |
|        | 1950–1963                     | Прапор Федерації Малайї | Одинадцять червоних і білих смуг, що чергуються, з темно-синім прямокутником, що містить золотий півмісяць і одинадцятикутну зірку, в кантоні. |
|        | 1841–1848                     | Прапор Раджату Сараваку | Перший прапор Королівства Саравак (1841–1848) використовувався Хрест святого Георгія, після того, як територія була передана в Султанат Бруней. |
|        | 1848–1870                     | Прапор Раджату Сараваку | Другий прапор Королівства Саравак, який використовувався з (1848–1870), із червоно-синім хрестом у стилі хреста Святого Георгія. Корона в центрі символізує Раджа Саравака.                                                                                                   |
|        | 1870–1946 1963 – 1973         | Прапор Раджату Саравака, а пізніше — прапор штату Саравак | Третій прапор Королівства Саравак із червоно-чорним хрестом у стилі хреста Святого Георгія. Чорний колір символізує правлячий клас, а червоний – народ. Як і на другому прапорі, корона в центрі символізує раджу. Цей прапор було знову введено після здобуття незалежності. |
|        | 1946–1963                     | Прапор Коронної колонії Саравак | Після Другої світової війни Саравак стає колонією корони. Було прийнято синій прапор, обтяжений колишнім значком Королівства. |
|        | 1902–1946                     | Прапор Північного Борнео | Синій прапор обтяжений знаком Компанії Британського Північного Борнео. |
|        | 1902–1946                     | Цивільний прапор Північного Борнео | Червоний прапор обтяжений значком Компанії Британського Північного Борнео. |
|        | 1948–1963                     | Прапор коронної колонії Північного Борнео | Після Другої світової війни Північне Борнео стає колонією корони. Синій прапор був прийнятий із новим знаком замість Північного Борнео. |
|        | 1912–1976                     | Прапор коронної колонії Лабуан | Синій прапор обтяжений кораблем. |
|        | 1937-1965                     | Прапор Куала-Лумпур. | 11 променева зірка. |
|        | 1907-1956                     | Прапор Брунею. | Протекторат Брунею |

### Прапори Штатів
| Прапор | Дата (століття) | Використання | Опис |
| ------ | --------------- | --- | --- |
|        | 1949 – 1965     | Прапор штату Пенанга (1949–1965) | Схожий на поточний прапор, за винятком синьо-білого хвилерізу.                                                                                       |
|        | 1973 – 1988     | Прапор штату Саравак (1973–1988). | Горизонтальний біколор червоно-білого кольору з синім трикутником на підйомнику.                                                                     |
|        | 1963 – 1976     | Прапор штату Сабах (1963 – 1976) | Чотири рівні горизонтальні смуги червоного, білого, жовтого та синього кольорів із коричневим силуетом гори Кінабалу в зеленому кантоні.             |
|        | 1976 - 1982     | Територія Британського Сабаху | |
|        | 1982 – 1988     | Горизонтальний біколор синьо-білого кольору з червоним трикутником на підйомнику. | |
|        | 1959–1965       | Прапор штату Сінгапур. Коли Сінгапур вийшов із федерації, прапор залишився державним прапором Республіки Сінгапур. До виходу це був єдиний державний прапор Малайзії, який не мав співвідношення 1:2 | Прапор складається з двох однакових смуг: червоної зверху та білої знизу, зверху на прапорі зображений півмісяць та п'ять зірок, які створюють коло. |

## Пропоновані прапори
| Прапор | Дата (століття) | Використання                          | Опис |
| ------ | --------------- | ------------------------------------- | --- |
|        | 1949 - 1953     | Перший запропонований прапор Малайї   | Коло з 11 зірок навколо перехрещених крисів на синьому полі                                                         |
|        | 1953 - 1956     | Другий запропонований прапор Малайї   | Концентричне коло з 11 зірок навколо перехрещених крисів на синьому полі                                            |
|        | 1956 - 1976     | Третій запропонований прапор Малайзії | 11 синіх і білих смуг, які чергуються, жовтий півмісяць і п'ятикутна зірка на червоному тлі у верхньому лівому куті |